# Hypohidrosis
A hypohidrosis vagy hipohidrózis a verejtéktermelés rendellenessége, amelynek esetén a szervezet adott külső körülményekre csökkent izzadással reagál. Ellentétben a hyperhidrosisszal, amely szociálisan ugyan aggasztó, de mégis gyakran jóindulatú állapot, a kezeletlen hypohidrosis következményei közé tartozhat a hyperthermia, a hőguta és a halál. A hypohidrosis rendkívüli esetét, amelyet az izzadás teljes hiánya és a bőr kiszáradása jellemez, anhidrosisnak nevezzük.

## Kiváltó okok
Orvosi okok
- Antikolinerg szerek
- Opiátok
- Botulinum toxin
- Alfa-2 receptor antagonisták
- Klonidin
- Barbiturátok
- Zonisamid
- Topiramát

Fizikai okok
- Daganatok
- Égési sérülések
- Sugárhatások
- Sebészeti beavatkozások
- Hegek

Bőrgyógyászati okok
- X-kapcsolt hipohidrotikus ektodermális diszplázia
- Incontinentia pigmenti
- Bazex-szindróma
- Fabry-szindróma
- Miliaria (melegkiütés)
- Sjögren-szindróma
- Szisztémás szklerózis
- Graft-versus-host betegség

Idegrendszeri okok
- multiszisztémás atrófia
- Lewy-testes demencia
- Sclerosis multiplex
- Agyi érrendszeri sérülés
- Tumor
- Agyvelőgyulladás
- Cervicalis myelopathia
- Diabetes mellitus
- Guillain–Barré-szindróma
- Örökletes szenzoros és autonóm neuropathia
- Alkoholizmus
- Amyloidosis
- Ross-szindróma
- Tiszta autonóm elégtelenség (Bradbury–Eggleston-szindróma)
- Horner-szindróma

## Fordítás
- Ez a szócikk részben vagy egészben  a   Hypohidrosis című angol Wikipédia-szócikk ezen változatának fordításán alapul.  Az eredeti cikk szerkesztőit annak laptörténete sorolja fel. Ez a jelzés csupán a megfogalmazás eredetét és a szerzői jogokat jelzi, nem szolgál a cikkben szereplő információk forrásmegjelöléseként.